# Mimudea montanalis
Mimudea montanalis là một loài bướm đêm trong họ Crambidae.